# 海港山

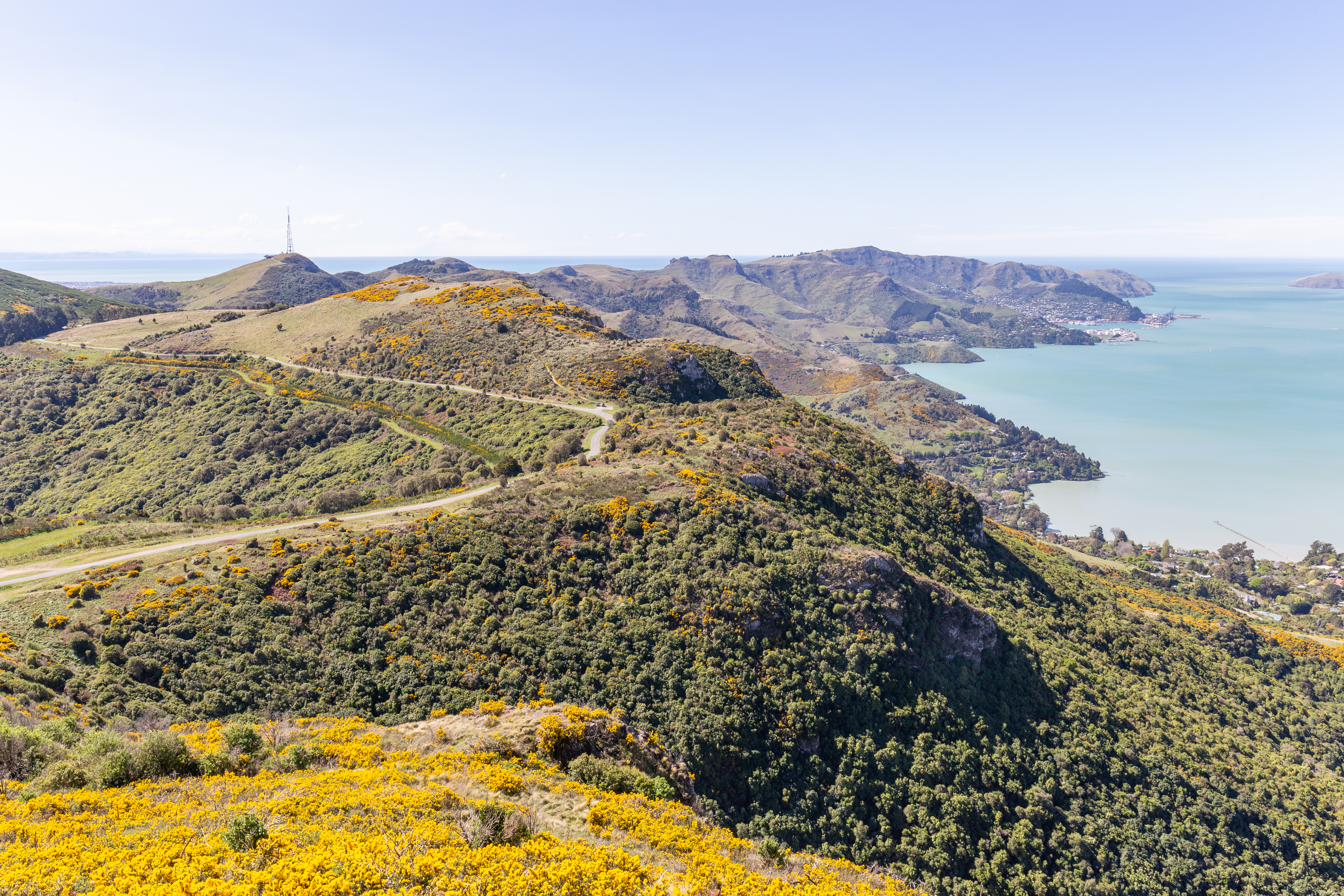
一部份的海港山和山頂路

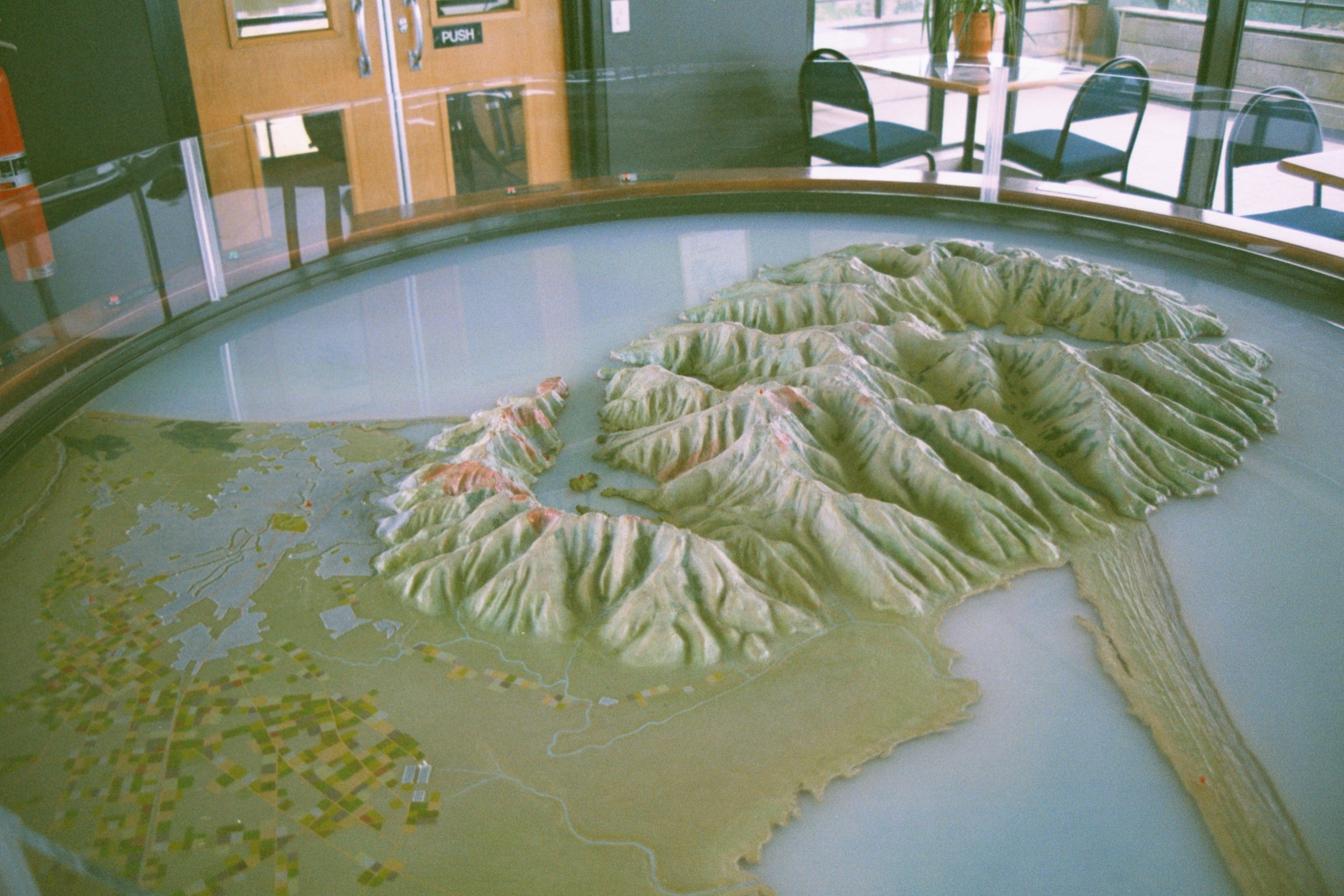
班克斯半島模型，左邊的火山山脈即海港山

海港山（Port Hills）是位於紐西蘭利特爾頓和基督城之間的一條丘陵山脈，大至是東西走向。海港山是形成班克斯半島的兩個火山錐中的其中一個的北環，各山頂的高度約介於海平面以上350公尺至500公尺之間。
基督城有數個區延伸到海港山的北坡，山脈的其他部份則用做農牧業和林業。

## 外部連結
- Port Hills （页面存档备份，存于） at the Christchurch City Council
- Christchurch Gondola （页面存档备份，存于）
- Photo album showing earthquake damage in Port Hills suburbs

43°35′24″S 172°41′24″E / 43.59000°S 172.69000°E